# BRP Boracay
Le BRP Boracay (FPB-2401) est le navire de tête de la classe Boracay de quatre patrouilleurs construits par Ocea en France pour la Garde côtière philippine, sur la base de la conception Ocea FPB (Fast Patrol Boat) 72

## Construction, livraison et mise en service
Le BRP Boracay a été lancé en avril 2018 sur le site du constructeur naval français Ocea des Sables-d'Olonne, en France, et il a été mis en service en octobre 2018 à Manille, aux Philippines, avec son navire jumeau le BRP Panglao (FPB-2402). L’Ambassadeur de France Nicolas Galey a assisté à la cérémonie de mise en service qui s’est tenue le 15 octobre 2018 au quartier général de la Garde côtière philippine à Manille. Le secrétaire aux Finances, Carlos G. Dominguez, était l’invité d’honneur.

## Historique opérationnel
Au début du mois d’octobre 2018, le BRP Boracay a effectué son premier déploiement sur l’île qui lui a donné son nom, Boracay, dans la province d’Aklan, dans les Visayas occidentales.
Le navire a effectué son premier sauvetage à la fin du mois d’octobre 2018, lorsqu’il a participé, avec le BRP Cape Engaño, au transfert des passagers du M/V Super Shuttle 18 qui s’était échoué au large du port de Malay, province d’Aklan, en raison d’un problème de moteur. Les 142 passagers du M/V Super Shuttle 18 ont ensuite été amenés sains et saufs à la jetée du port de Caticlan.
En novembre 2018, le BRP Boracay a participé à un exercice conjoint de lutte contre la piraterie avec le navire Echigo (PLH-08) des Garde-côtes du Japon et d’autres navires de la PCG, le BRP Suluan (MRRV-4406) et le BRP Panglao. L’exercice s’est déroulé dans la baie de Manille et comprenait une simulation de détournement de bateau et l’arrestation des pirates à bord du navire.
En janvier 2019, le BRP Boracay et le BRP Panglao ont été positionnés sur la promenade de la baie de Manille pour servir de poste de commandement et de poste d’évacuation sanitaire en cas d’urgence lors de la procession annuelle de Traslación de l’image du Nazaréen noir.
Du 1er au 7 juin 2023, le BRP Boracay a participé au tout premier exercice maritime trilatéral des garde-côtes philippins avec la Garde côtière des États-Unis (USCG) et les Garde-côtes du Japon (JCG) dans les eaux voisines de Mariveles, province de Bataan. La Garde côtière philippine (PCG) a déployé le BRP Melchora Aquino (MRRV-9702), le BRP Gabriela Silang (OPV-8301), le BRP Boracay (FPB-2401) et un navire d’intervention multirôle de 44 mètres, tandis que l’USCG et les JCG ont envoyé respectivement l’USCGC Stratton (WMSL-752) et l'Akitsushima (PLH-32). Cet exercice maritime PCG-USCG-JCG a renforcé leur interopérabilité par des exercices de communication, de manœuvre, de photographie, de recherche et de sauvetage (SAR) et de dépassement. Le personnel des trois Gardes côtières participantes a fait la démonstration d’un scénario impliquant un navire soupçonné d’être impliqué dans la piraterie. L’équipe conjointe d’application de la loi des trois garde-côtes a effectué un arraisonnement et une inspection du navire, suivie d’une opération de recherche et de sauvetage.
En septembre 2024, alors qu’il se rendait à Bataan pour renforcer le MTKR Jason Bradley, le BRP Boracay a appréhendé au large de la baie de Manille un navire, le MV Palawan, qui transportait du carburant diesel présumé de contrebande. Le MV Palawan était en route pour Navotas lorsqu’il a été appréhendé. L’équipage a déclaré qu’ils avaient pris la cargaison de carburant d’un remorqueur. Le BRP Boracay a remorqué le MV Palawan jusqu’au quai 13, South Harbor, dans la zone portuaire de Manille pour une enquête plus approfondie, a indiqué la PCG. Le porte-parole du PCG, le contre-amiral Armand Balilo, a mené une inspection du navire.